# Кампинемовые
Кампине́мовые (лат. Campynematáceae) — семейство многолетних трав порядка Лилиецветные, включающее три вида в двух родах.

## Общая информация
Естественный ареал семейства — Новая Каледония и Тасмания.

## Роды
Ранее роды Кампинема (Campynema) и Кампинеманта (Campynemanthe) относились к семейству Гипоксисовые (Hypoxidaceae), но А. Л. Тахтаджян в 1980 г. перевёл оба рода в семейство Ирисовые (Iridaceae), выделив их в подсемейство Кампинемантовые (Campynemanthoideae).
Согласно системе APG II (2003) эти роды выделены в отдельное семейство Кампинемовые (Campynemataceae) в составе порядка Лилиецветные (Liliales) (группа монокоты).
По информации базы данных The Plant List (на июль 2016), семейство включает 2 рода:
- Кампинема (Campynema). Два вида — один из Тасмании, другой из Новой Каледонии.
- Кампинеманта (Campynemanthe). Монотипный новокалендонский род.